# (6436) Coco
(6436) Coco (1985 JX1) – planetoida z grupy pasa głównego asteroid okrążająca Słońce w ciągu 3,35 lat w średniej odległości 2,24 j.a. Odkryta 13 maja 1985 roku.